# Livađani
Livađani su naselje u Republici Hrvatskoj u Požeško-slavonskoj županiji, u sastavu grada Lipika.

## Zemljopis
Livađani se nalaze jugozapadno od Lipika, susjedna naselja su Subocka na sjeveru, Brezovac Subocki i Kričke na jugu te Donji Čaglić na istoku.

## Stanovništvo
Prema popisu stanovništva iz 2011. godine Livađani su imali 7 stanovnika.
| broj stanovnika | 107   | 136   | 108   | 196   | 180   | 187   | 178   | 191   | 156   | 168   | 151   | 107   | 83    | 58    | 19    | 7     | 5     |
|                 | 1857. | 1869. | 1880. | 1890. | 1900. | 1910. | 1921. | 1931. | 1948. | 1953. | 1961. | 1971. | 1981. | 1991. | 2001. | 2011. | 2021. |